# Jacqueline Clerc
Jacqueline Clerc, née le 2 août 1944 à Arzew en Algérie, est une aviatrice française, la première Française handicapée à obtenir le brevet de pilote.

## Biographie
Jacqueline Clerc perd l'usage de ses jambes à six ans, victime d'une poliomyélite. Immobilisée, elle passe quatre ans à Garches, mais ses parents l'encouragent : « Il ne faut pas pleurer sur ton sort. Bats-toi ! ».
Après des études de notariat, elle est membre d'un club d'aviation aux Mureaux, dont l'enseignement est adapté aux handicapés. Elle suit les cours et passe toutes les étapes. Lors du salon international du Bourget en 1975, une autre Jacqueline, Jacqueline Auriol lui remet son brevet de pilote, le premier obtenu en France par une femme handicapée. Dès le 5 juin 1976, elle obtient son second degré de pilotage. Compte tenu de son handicap évalué à 80%, les règlements administratifs lui imposent de poursuivre sa formation pendant encore une centaine d'heures avant d'être autorisée à transporter des passagers. Il lui faudra deux années pour atteindre le nombre d'heures requis. Elle gagne sa vie en étant clerc de notaire à Brunoy et fait beaucoup de natation. 
Son père, Jean Clerc, la soutient dans ses efforts et, ancien ouvrier ajusteur dans l'aéronautique, il lui assemble un appareil biplace Criquet LC6, dérivé du Pou-du-ciel du concepteur d'avions Henri Mignet, qu'ils baptisent Carré d'As. L'avion n'est pas équipé de palonnier, équipement de commande de vol que l'on actionne avec les pieds, mais d'un volant qui permettra à Jacqueline de diriger sa machine. Grâce aux gros réservoirs qui équipent l'avion, elle dispose d'une autonomie de neuf heures. Le 9 mai 1981, elle part vers le Sénégal où elle arrive le 17 mai après avoir parcouru 5 000 km. L'exploit lui vaut d'être nommée chevalier de l'ordre national de la Légion d'honneur sur proposition du Premier ministre et de recevoir sa décoration, dès le 10 octobre 1981, des mains mêmes de l'aviateur Maurice Bellonte. Elle reçoit ensuite la médaille de la Jeunesse et des Sports, puis — en janvier 1983 — la médaille de vermeil de la société d'encouragement au progrès. 
Jacqueline Clerc témoigne que la rage de vaincre l'emporte sur la maladie. Elle participe en 1988 et en 1989 au tour de France en solitaire.

## Ouvrages
- Un rêve... Un père... Un avion..., [voir en ligne]

## Pour approfondir